# Deniz Yücel
Deniz Yücel (Flörsheim am Main, 1973. szeptember 10. –) német–török újságíró, a Die Tageszeitung és Die Welt napilapok újságírója.

## Életrajz
2017. február 14-én kémkedés vádjával rabosította a török rendőrség. Recep Tayyip Erdoğan német ügynöknek nevezte Deniz Yücelt, aki szerinte a Kurdisztáni Munkáspárt nevű szervezet képviselője.